# Bagman (Film)
Bagman ist ein US-amerikanischer Horrorthriller von Regisseur Colm McCarthy, der am 27. September in die US-amerikanischen und am 5. Dezember 2024 in die deutschen Kinos kam. In den Hauptrolle verkörpern Sam Claflin und Antonia Thomas zwei Eltern, auf deren kleinen Sohn es der mysteriöse Bagman abgesehen zu haben scheint.

## Handlung
Der Ingenieur Patrick McKee steht vor dem finanziellen Ruin und muss mit seiner Frau Karina und dem gemeinsamen Sohn Jake zurück in sein altes Elternhaus ziehen. Dort nimmt er eine Stelle im Familienunternehmen seines Bruders Liam an, der einen Holzverarbeitungsbetrieb führt. In unmittelbarer Nähe befindet sich zudem ein alter Stollen, in dem ein kinderverschlingendes Wesen, der sogenannte „Bagman“, leben soll. Als Kind hatte Patrick eine Begegnung mit der Kreatur, konnte ihr allerdings entkommen, bevor sie ihn in einen großen Sack stopfen konnte.
In seinem alten Elternhaus ereignen sich schon bald sonderbare Vorkommnisse. Patrick hört seltsame Geräusche, der Strom beginnt auszufallen und Objekte werden wie von Zauberhand bewegt. Zunehmend erwacht in ihm das Gefühl, der Bagman könnte zurückgekommen sein und es auf seinen kleinen Sohn abgesehen haben. Sein eigener Vater hatte ihm einst erzählt, dass die Kreatur nur auf die artigsten Kinder aus ist. Die Psychologin Barbara versucht für die Vorkommnisse rationale Erklärungen zu finden, doch Patrick ist davon überzeugt, den Bagman mit Jakes selbstgeschnitzter Flöte gesehen zu haben, nachdem er das nervtötende Instrument kurz zuvor in den Müll geschmissen hatte.
Um Jake vor der Bedrohung zu schützen, gibt Karina ihren Sohn in die Obhut ihrer Schwester Arlene, die in einer Großstadt wohnt. Allerdings werden beide auch dort vom Bagman aufgesucht und können ihm nur knapp entkommen. Patrick und Karina entschließen sich in der Folge dazu, vor der Bedrohung nicht weiter davonzulaufen, sondern sich ihr zu stellen. Als der Bagman in der Nacht Jake entführt und ihn in seinen Stollen verschleppt, nimmt Patrick die Verfolgung auf. In der unterirdischen Miene muss er allerdings feststellen, dass er von der Kreatur ausgetrickst wurde und Jake wohlbehütet zu Hause schläft, da in Wahrheit er das eigentliche Ziel des Bagman ist.
Patrick findet im Stollen sein altes Messer, das er seit Kindheitstagen bei sich getragen und erst vor kurzen weggeworfen hatte. Sein Vater hatte ihm einst erzählt, dass Kinder solange vor dem Bagman geschützt sind, wie sie einen gewissen persönlichen Gegenstand an sich haben. Patrick rammt der Kreatur das Messer in den Hals, nimmt die Flöte von Jake an sich und versucht zu fliehen, wird auf dem Weg nach draußen jedoch vom Bagman gestellt. Mit letzter Kraft wirft er das Instrument ans Tageslicht, ehe er selbst in den Sack des Bagmans gestopft und nie wieder gesehen wird. Die Flöte wird später von der Polizei gefunden und an Karina übergeben, die die Gegend nach den Ereignissen gemeinsam mit ihrem Sohn verlassen möchte.

## Produktion

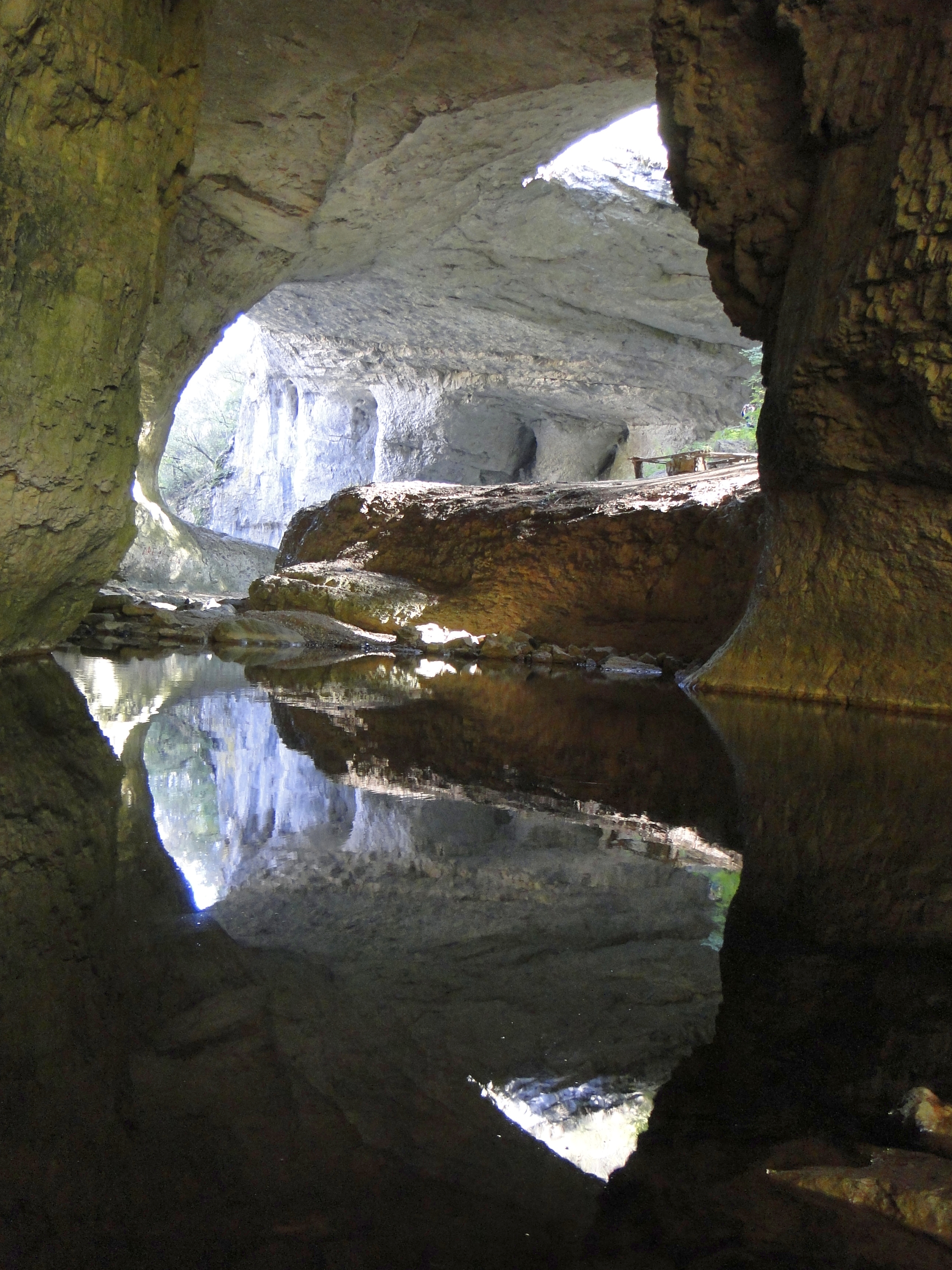
Die God’s Bridge in Bulgarien

Der von John Hulme geschriebene Horrorthriller Bagman wurde seitens Lionsgate im Herbst 2019 angekündigt. Als Regisseur fungierte Colm McCarthy, der zuvor mit dem Zombiefilm The Girl with All the Gifts (2016) erste Erfolge feiern konnte, vor allem aber durch seine Arbeit an britischen Fernsehserien wie Peaky Blinders, Sherlock, Doctor Who und Black Mirror Bekanntheit erlangen konnte. McCarthy fühlte sich insbesondere von den Folk-Horror-Aspekten des Films und seinen Themen rund um die Machtlosigkeit in der Elternschaft, während das eigene Kind einer Gefahr ausgesetzt ist, angezogen. Als Produzenten fungierten Wyck Godfrey, Marty Bowen, John Fischer und Isaac Klausner für Temple Hill Entertainment.
Die Hauptrolle des Familienvaters Patrick McKee wurde mit Sam Claflin besetzt, der durch die Rolle des Finnick Odair in den Tribute-von-Panem-Filmen bekannt wurde. Antonia Thomas verkörpert seine Ehefrau Karina, Caréll Rhoden den gemeinsamen Sohn Jake, Steven Cree seinen Bruder Liam und Adelle Leonce Karinas Schwester Anna. Der titelgebende Bagman wurde von Will Davis dargestellt, während Ross Green ihm die Stimme lieh. Weitere Nebenrollen übernahmen Peter McDonald, William Hope, Sharon D. Clarke, Henry Pettigrew und Frankie Corio.
Die Dreharbeiten mit Kameramann Nick Remy Matthews erfolgten in Bulgarien. Dort wurden Innen- und Außenaufnahmen des Hauses der Familie McKee in den Nu Boyana Film Studios gedreht. Für den Eingang zur Höhle des Bagman diente die Schlucht God’s Bridge als Kulisse. Hintergrundaufnahmen entstanden mit einer Second Unit in New Jersey, dem Handlungsort des Films. Die Filmmusik komponierte der Kanadier Tim Williams.
Die internationalen Vertriebsrechte wurden im Mai 2022 im Rahmen des Marché du film veräußert. Ein Trailer erschien am 29. Juli 2024, ehe Bagman am 27. September 2024 in die US-Kinos kam. Aufgrund geringer Besucherzahlen war der Film in den Vereinigten Staaten ab dem 18. Oktober bereits als VoD erhältlich. Ein deutscher Kinostart erfolgte am 5. Dezember 2024.

## Synchronisation
Die deutschsprachige Synchronisation entstand nach einem Dialogbuch und unter der Dialogregie von Kai Taschner bei Mo Synchron.
| Rolle             | Darsteller           | Synchronsprecher       |
| ----------------- | -------------------- | ---------------------- |
| Patrick McKee     | Sam Claflin          | Patrick Roche          |
| Patrick McKee     | Matthew Stagg        | Jack Kennedy (jung)    |
| Karina McKee      | Antonia Thomas       | Katharina Schwarzmaier |
| Jake McKee        | Caréll Rhoden        | Moritz Millhan         |
| Anna Logan        | Adelle Leonce        | Angela Wiederhut       |
| Liam McKee        | Steven Cree          | Alexander Brem         |
| Liam McKee        | Jordan Gubian (jung) | Anton Günther          |
| Arlene McKee      | Rosalie Craig        | Eva-Maria Reichert     |
| Jake McKee Sr.    | Peter McDonald       | Andreas Borcherding    |
| Chief Isaacs      | William Hope         | Hans Bayer             |
| Officer Joe Rawls | Neil Linpow          | Xiduo Zhao             |
| Barbara           | Sharon D. Clarke     | Bettina Redlich        |
| Don Greenberg     | Henry Pettigrew      | Benedikt Gutjan        |
| Emily Greenberg   | Frankie Corio        | Laura Jenni            |

## Rezeption
Zu einem wohlwollenden Urteil gelangt Yannick Vollweiler von Film-Rezensionen.de, der Bagman als soliden Horrorfilm bezeichnet. Trotz Logiklücken und bekannten Genreklischees verfolge Regisseur Colm McCarthy einen interessanten Ansatz und stelle die Ängste der Hauptfigur als tiefgreifendes Kindheitstrauma dar. McCarthy überzeuge dabei mit einer guten Atmosphäre und gelungenen Inszenierung, die in Szenen mit dem an Pennywise erinnernden Bagman einen echten Gruselfaktor erzeugen würden. Mit handgemachten Effekten und Kostümen könne sich Bagman zudem von anderen Low-Budget-Horrorfilmen abheben und auch schauspielerisch mit dem Darstellertrio rund um Sam Claflin, Antonia Thomas und Caréll Rhoden punkten. Auf dem Weg zum vorhersehbaren Finale lasse der Film allerdings viele gute Ideen liegen, sodass es Bagman letztendlich an einem kreativen Alleinstellungsmerkmal fehle, um mehr als nur Durchschnitt zu sein.
Deutlich kritischere Worte findet Christoph Petersen von Filmstarts, der Bagman als „besonders dröge[n] Grusel-Horror von der Stange“ bezeichnet. Trotz einer vielversprechenden Prämisse, die allerlei spannende Möglichkeiten geboten hätte, mache Regisseur Colm McCarthy aus dem subversiven Potenzial nur eine halbgare, generische Jumpscare-Parade. Vor allem über die gesamte Spielzeit bleibe Bagman dadurch viel zu lahm, auch da die Gruselszenen rar, kurz und blutleer seien. Daneben schleppe sich Sam Claflin wie ein nasser Sack durch den Film und müsse schwach ausgearbeitete Traumata in banalen Gesprächen abhandeln. Erst in den letzten zwanzig Minuten nehme Bagman etwas an Fahrt auf, doch zu diesem Zeitpunkt sei es bereits zu spät.
Enttäuscht zeigt sich auch die Filmkritikerin Antje Wessels, für die sich jeder Zuschauer den uninspirierten und austauschbaren Bagman sparen könne, der in seinem Leben schon einmal einen einzigen Horrorfilm gesehen habe. Nicht nur die Handlung sei dabei viel zu austauschbar und im Genre bereits zu Tode geritten worden, sondern auch die Inszenierung mit dem immer gleichbleibenden Aufbau von Gruselszenen lieblos. Auch Hauptdarsteller Sam Claflin bleibe blass und leer, bekomme vom Drehbuch jedoch auch nichts, aus dem er etwas Gravitas formen könnte.
Ein vernichtendes Fazit zieht Peter Sobczynski von RogerEbert.com, für den Bagman wie die Adaption einer von Stephen King verworfenen Kurzgeschichte wirke. Der Film scheine dabei fast ausschließlich aus den abgedroschensten Klischees des Horrorgenres konstruiert worden zu sein, erinnere im Endergebnis aber eher an eine Scooby-Doo-Folge. Die einzige Chance für Grusel bestehe für Sobczynski darin, während Bagman einzuschlafen und sich einen interessanten Albtraum auszudenken. Für ihn sei es daher überraschend, dass dieser filmische Reinfall überhaupt im Kino lief und nicht direkt bei einem Streaminganbieter gelandet sei.
Dem Budget von rund 15 Millionen US-Dollar stehen weltweite Einnahmen aus Kinovorführungen in Höhe von rund 1,8 Millionen US-Dollar gegenüber.